# Sharp Objects
Sharp Objects és una minisèrie de televisió estatunidenca protagonitzada per Amy Adams. Creada per Marti Noxon, és una adaptació basada en la novel·la del mateix nom de Gillian Flynn amb la direcció de Jean-Marc Vallée, es va estrenar el 8 de juliol de 2018 a HBO.

## Sinopsi
La periodista Camille Preaker, que té problemes amb l'abús d'alcohol, torna a la seva ciutat natal, Wind Gap, Missouri, per escriure cròniques sobre les morts violentes de dues noies. La investigació dels assassinats la farà retrobar amb un passat traumàtic.

## Repartiment

### Personatges principals
- Amy Adams: Camille Preaker
- Patricia Clarkson: Adora Crellin, mare de la Camille
- Chris Messina: Detectiu Richard Willis
- Eliza Scanlen: Amma Crellin, germanastra de la Camille
- Matt Craven: Bill Vickery, cap de policia
- Henry Czerny: Alan Crellin, padrastre de la Camille
- Taylor John Smith: John Keene, germà de la segona víctima Natalie
- Madison Davenport: Ashley Wheeler, xicota d'en John Keene
- Miguel Sandoval: Frank Curry, editor de la Camille
- Sophia Lillis: Camille Preaker de jove
- Lulu Wilson: Marian Crellin, germanastra de la Camille (jove), germana de l'Amma
- Elizabeth Perkins: Jackie O'Neill, coneguda de la Camille

### Personatges Secundaris
- Barbara Eve Harris: Eileen
- Emily Yancy: Gayla
- Will Chase: Bob Nash
- Jackson Hurst: Kirk Lacey
- Sydney Sweeney: Alice
- Jennifer Aspen: Jeannie Keene
- David Sullivan: Chris
- Violet Brinson: Kelsey
- Jessica Treska: Natalie Keene
- Beth Broderick: Annie
- Catherine Carlen: Deeanna
- Ryan James Nelson: Nolan

## Capítols

### Temporada 1 (2018)
| Episodi | Títol   | Director         | Guionista                     | Data d'estrena        |
| 1       | Vanish  | Jean-Marc Vallée | Marti Noxon                   | 8 de juliol del 2018  |
| 2       | Dirt    | Jean-Marc Vallée | Gillian Flynn                 | 15 de juliol del 2018 |
| 3       | Fix     | Jean-Marc Vallée | Alex Metcalf                  | 22 de juliol del 2018 |
| 4       | Ripe    | Jean-Marc Vallée | Vince Calandra                | 29 de juliol del 2018 |
| 5       | Closer  | Jean-Marc Vallée | Georgia Pritchett             | 5 d'agost del 2018    |
| 6       | Cherry  | Jean-Marc Vallée | Dawn Kamoche i Ariella Blejer | 12 d'agost del 2018   |
| 7       | Falling | Jean-Marc Vallée | Gillian Flynn i Scott Brown   | 19 d'agost del 2018   |
| 8       | Milk    | Jean-Marc Vallée | Marti Noxon i Gillian Flynn   | 26 d'agost del 2018   |

## Al voltant de la sèrie
La sèrie es desenvolupa en vuit episodis d'una hora de durada que han estat emesos setmanalment per HBO a l'estiu del 2018. Sharp Objects és una adaptació de l'obra del mateix nom que va ser la primera novel·la de l'escriptora Gillian Flynn, nascuda a Kansas City (Missouri) i que va ser publicada el 2006. Flynn va participar en el guió i adaptació de la sèrie. El projecte de la sèrie va ser obra de la guionista i productora Marti Noxon i la direcció dels episodis es va encarregar al quebequès Jean-Marc Vallée, qui també ha dirigit la sèrie Big Little Lies (2017-), del mateix canal HBO, guanyadora de diversos Premis Emmy.

### Crítiques
Sharp Objects va rebre valoracions positives dels crítics amb un 92% d'aprovació a l'agregador Rotten Tomatoes, valorant la interpretació de tot el repartiment liderat per una excel·lent Amy Adams i a un 76% de l'audiència els va agradar.